# 本願寺町
本願寺町（ほんがんじちょう）は、愛知県名古屋市瑞穂区の地名。現行行政地名は本願寺町1丁目から本願寺町3丁目。住居表示未実施地域。

## 地理
名古屋市瑞穂区中央部に位置する。東は瑞穂通、西は宝田町、南は前田町、北は西ノ割町に接する。

## 歴史

### 地名の由来
当地が旧本願寺村の中心であったことによる。本願寺村は元は丸林村と称していたが、本願寺門徒が多かったことから、江戸時代に本願寺村と称するようになったという。

### 沿革
- 1945年（昭和20年）9月26日 - 瑞穂区瑞穂町字薩摩・西ノ割・中ノ割・北前田・東前田・六平の各一部により、同区本願寺町1〜3丁目として成立[9]。

## 世帯数と人口
2019年（平成31年）3月1日現在の世帯数と人口は以下の通りである。
| 町丁     | 世帯数  | 人口    |
| -------- | ------- | ------- |
| 本願寺町 | 473世帯 | 1,039人 |

### 人口の変遷
国勢調査による人口の推移
| 1950年（昭和25年） | 894人   | [ 10 ] |  |
| 1955年（昭和30年） | 1,131人 | [ 10 ] |  |
| 1960年（昭和35年） | 1,301人 | [ 11 ] |  |
| 1965年（昭和40年） | 1,505人 | [ 11 ] |  |
| 1970年（昭和45年） | 1,752人 | [ 12 ] |  |
| 1975年（昭和50年） | 1,525人 | [ 12 ] |  |
| 1980年（昭和55年） | 1,340人 | [ 13 ] |  |
| 1985年（昭和60年） | 1,235人 | [ 13 ] |  |
| 1990年（平成2年）  | 1,080人 | [ 14 ] |  |
| 1995年（平成7年）  | 1,173人 | [ 15 ] |  |
| 2000年（平成12年） | 1,149人 | [ 16 ] |  |
| 2005年（平成17年） | 1,085人 | [ 17 ] |  |
| 2010年（平成22年） | 1,079人 | [ 18 ] |  |

## 学区
市立小・中学校に通う場合、学校等は以下の通りとなる。また、公立高等学校に通う場合の学区は以下の通りとなる。なお、小・中学校は学校選択制度を導入しておらず、番毎で各学校に指定されている。
| 丁目          | 小学校                                    | 中学校                                          | 高等学校 |
| ------------- | ----------------------------------------- | ----------------------------------------------- | -------- |
| 本願寺町1丁目 | 名古屋市立高田小学校 名古屋市立瑞穂小学校 | 名古屋市立瑞穂ヶ丘中学校 名古屋市立津賀田中学校 | 尾張学区 |
| 本願寺町2丁目 | 名古屋市立瑞穂小学校                      | 名古屋市立津賀田中学校                          | 尾張学区 |
| 本願寺町3丁目 | 名古屋市立瑞穂小学校                      | 名古屋市立津賀田中学校                          | 尾張学区 |

## 施設
- 真言宗智山派薬師寺[7]北緯35度7分46.4秒 東経136度55分53.1秒 / 北緯35.129556度 東経136.931417度
- 八幡社[7]
- 名古屋市営瑞穂荘[7]北緯35度7分45.6秒 東経136度56分1.4秒 / 北緯35.129333度 東経136.933722度

## その他

### 日本郵便
- 郵便番号 : 467-0814[4]（集配局：瑞穂郵便局[21]）。